# The Elder Scrolls III: Bloodmoon
The Elder Scrolls III: Bloodmoon is een computerspel dat dient als de tweede uitbreiding voor The Elder Scrolls III: Morrowind, dat eerder werd uitgegeven in 2002. Het spel is ontwikkeld door Bethesda Game Studios en werd in 2003 uitgegeven door Bethesda Softworks. Een nieuw groot eiland werd aan de originele wereldkaart toegevoegd, welke een koude en noordelijke sfeer genaamd Solstheim heeft. Het eiland bevat een nieuw noordelijk ras, dat een groot volk is.  

## Plot
Het spel Bloodmoon speelt zich af op het eiland Solstheim, een enorme landmassa, en het noordoosten van Skyrim. Het is een verdeeld territorium, waarbij de twee provincies het eiland zichzelf willen toe-eigenen. 

### Verhaal
In Bloodmoon start de speler met het voltooien van taken voor de Imperials For Frostmoth. Zodra het fort wordt aangevallen door weerwolven moet de speler noordwaarts reizen naar een dorp van the Skaal. Het dorp accepteert niemand, waardoor de speler een ritueel moet voltooien. Tijdens dit ritueel wordt de speler geïnformeerd over de Bloodmoon Prophecy, een groep geleid door Daedra Lord Hircine. De Deadric-prins neemt vier kampioenen aan om naar zijn huis te reizen, waaronder de speler. Hij zegt dat de kampioenen elkaar moeten bevechten tot er maar één persoon leeft. Als de speler dit overleeft moet hij vechten tegen een van de Hircine's. Zodra de speler dit gevecht ook wint moet de speler ontsnappen aan de prins. Wanneer deze hoofdopgave voltooid wordt, is de speler in staat het spel vrij te spelen.

## Ontvangst
| Recensiescore | Recensiescore |
| Publicist     | Score         |
| ------------- | ------------- |
| GameSpot      | 7,5 / 10      |
| GameSpy       | 8 / 10        |